# Tordehumos
Tordehumos est une commune de la province de Valladolid dans la communauté autonome de Castille-et-León en Espagne.

## Sites et patrimoine
Les édifices les plus caractéristiques de la commune sont :
- Château de Tordehumos (es).
- Église Santa María.
- Église Santiago.
- Chapelle del Cristo de la Vega.
- Écomusée de Tordehumos.

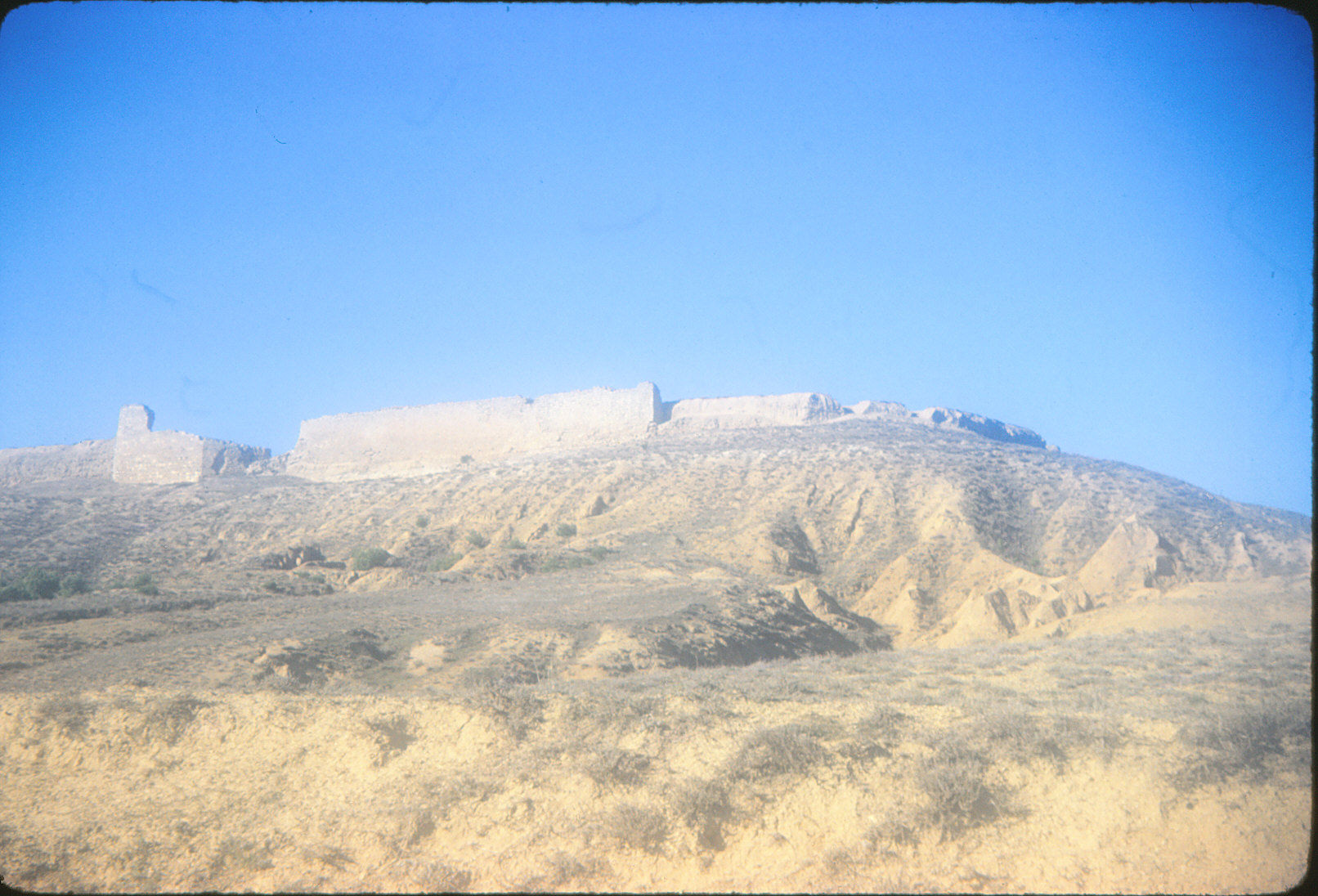
Le château de Tordehumos.
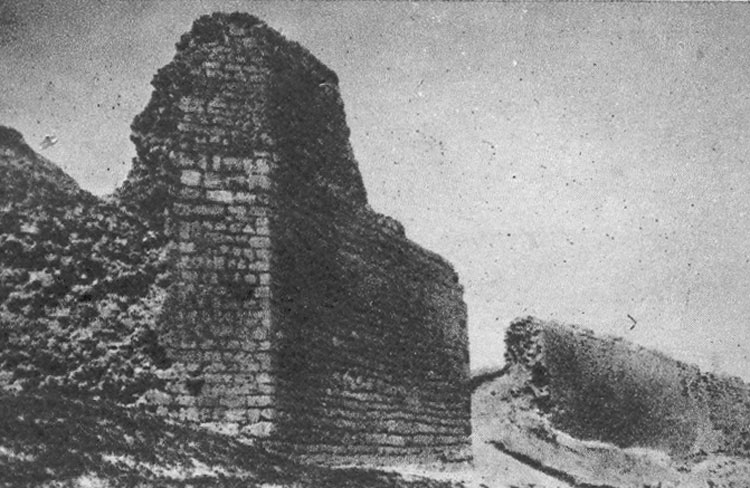
Vue partielle du château Fondation Joaquín Díaz.